# Хвилі Чорного моря
«Хви́лі Чо́рного мо́ря» (рос. «Волны Чёрного моря») — радянський п'ятисерійний телевізійний фільм режисерів Артура Войтецького, В'ячеслава Криштофовича та Олега Гойди, знятий за мотивами трьох романів тетралогії «Хвилі Чорного моря» Валентина Катаєва («Біліє парус одинокий», «Зимовий вітер», «Катакомби»). Прем'єра на телебаченні відбулася 26 квітня 1976 року.

## Сюжет
Головні герої фільму — хлопці з Одеси, гімназист Петя Бачей та син рибалки Гаврик Чорноіваненко. Вони потрапляють у вир революційних подій, які розгортаються в Одесі у першій половині XX століття.
Перший фільм серіалу — «Біліє парус одинокий», складається з 4-х серій. Його дія починається в Одесі у 1905 році. Родина Бачей повертається з літнього відпочинку до міста. У дорозі вони рятують від переслідувачів Родіона Жукова, матроса з броненосця «Потьомкін», який потайки пробирається з Румунії до Одеси. В Аккермані родина пересаджується на пароплав, на якому Петя знову зустрічає того матроса. Проте на пароплаві знаходиться і агент поліції, який вистежив матроса і збирається арештувати його, коли пароплав дійде до Одеси. Матрос тікає з пароплава та пливе у бік берега. Майже допливши до берега, він починає тонути, але його рятує старий рибалка та його онук, Гаврик.
Другий фільм — двосерійний «Зимовий вітер». Події фільму розгортаються навколо встановлення більшовицької влади в Одесі у 1917—1918 роках.
Третій фільм — «Катакомби», складається з 2-х серій. Минуло приблизно 25 років. Петя Бачей став відомим правником Петром Васильовичем Бачеєм, має сина-піонера Петрика. З початком Великої Вітчизняної війни Петро Бачей йде на фронт, не сподіваючись на скору зустріч із рідними, але через деякий час зустрічає сина в окупованій Одесі, у міських катакомбах якої розгорнулося антифашистське підпілля.

## Акторський склад

### Частина перша. Біліє парус одинокий
- Вадим Кузнєцов — Петя Бачей у дитинстві
- Едуард Купоросов — Гаврик Чорноіваненко у дитинстві
- Віталій Агарков — Павлик Бачей у дитинстві
- Таня Надемська — Мотя у дитинстві
- Олег Табаков — Василь Петрович Бачей, батько Петі та Павлика
- Ада Роговцева — Тетяна Іванівна, тітка Петі та Павлика
- Степан Хацкевич — дідусь Гаврика
- Сергій Никоненко — Родіон Жуков, матрос із броненосця «Потьомкін»
- Юрій Саранцев — дядя Ваня, директор цирку, підпільник
- Іван Миколайчук — Терентій, старший брат Гаврика
- Світлана Кондратова — Дуня, прислужниця у родині Бачей
- Євген Весник — «Вусатий», шпик
- Галина Волчек — мадам Стороженко
- Маргарита Кошелєва — пані (у титрах немає)
- Володимир Волков — агітатор (у титрах немає)
- Борис Боровський — епізод
- Юрій Величко — відпочивальник
- В'ячеслав Гостинський — батько вередливої дівчинки
- Андрій Думініка — Рудольф Карлович, хазяїн економії
- В. Єфимов — кучер
- Іван Жеваго — капітан «Тургенєва»
- Олександр Казимиров — підпільник
- П. Карась — епізод
- Степан Крилов — двірник
- Олександр Курський — помічник капітана
- Євгенія Маркелова — епізод
- Наталія Наум — дружина Терентія
- Федір Одиноков — епізод
- Віктор Плотников — Гаврило
- Юрій Рудченко — пристав
- Свєта Єрмоліна — вередлива дівчинка на пароплаві
- А. Теремець — начальник тюрми
- Сергій Шеметило — епізод
- Георгій Штиль — начальник навчального округу
- Віктор Степаненко — глядач у цирку
- Роман Карцев — антрепренер Дацарилла Хороброго
- Кирило Войтецький — дитина на узбережжі, яка розмовляє французькою
- Лев Окрент — член міської ради на засіданні
- Людмила Лобза — дружина арештованого
- Валентина Губська — пані у вікні (у титрах немає)
- Л. Грінченко — пані на вулиці (у титрах немає)
- Віктор Поліщук — глядач (у титрах немає)
- Микола Фалєєв — шпрехшталмейстер
- Ганна Соколова — епізод (у титрах немає)

### Частина друга. Зимовий вітер
- Євген Леонов-Гладишев — Петрик Бачей в юності
- Володимир Волков — Гаврик Чорноіваненко в юності
- Олег Табаков — Василь Петрович Бачей, батько Петі та Павлика
- Ада Роговцева — Тетяна Іванівна, тітка Петі та Павлика
- Іван Миколайчук — Терентій, старший брат Гаврика
- Сергій Никоненко — Родіон Жуков, матрос із броненосця «Потьомкін»
- Ірина Бразговка — Мотя в юності
- Тамара Трач — Марина, дружина Гаврика, у дитинстві подруга Петі
- Федір Панасенко — Синичкін
- Галина Федотова — Ірен Заря-Заряницька
- Олександр Лазарєв (старший) — генерал Заря-Заряницький
- Тамара Невська — генеральша Заря-Заряницька
- Наталія Наум — дружина Терентія
- Богдан Бенюк — Чабан, Петин вісник
- Людмила Дементьєва — епізод
- Володимир Конкін — Костя, помираючий поручик
- Ігор Латта — корнет Гурський
- Борис Лук'янов — лікар
- Юрій Мажуга — поручик Хвощин
- Олександр Мілютін — Василь, начальник гайдамацького куреня
- Сергій Підгорний — Колесничук у юності
- Валерій Потапенко — солдат на мітінгу
- Віктор Степаненко — караульний казак
- Валентин Черняк — штабс-капітан
- А. Толчинська — Шура, дочка генерала Заря-Заряницького
- С. Толчинська — Мура, дочка генерала Заря-Заряницького
- Костянтин Степанков — Жора Чорноіваненко, син Терентія, друг Павлика
- Олег Лупандін — Павлік в юності
- Лев Окрент — сусід, член міської ради
- Володимир Волков — червоноармієць, приніс звістку про загибель Павлика
- Володимир Міняйло — агітатор-анархіст
- Георгій Дворников — більшовик із прапором
- Сергій Сібель — матрос
- Володимир Євченко — агітатор
- Василь Фущич — гайдамак
- Геннадій Болотов — гайдамак
- Борис Олександров — гайдамак (у титрах немає)

### Частина третя. Катакомби
- Вадим Кузнєцов — син Петра Васильовича Бачея
- Олексій Петренко — Гаврило Семенович Чорноіваненко
- Ернст Романов — Петро Васильович Бачей
- Маргарита Кошелєва — жінка у квартирі
- Лілія Гурова — Мотрона Терентіївна
- Анатолій Адоскін — Жора Колесничук, підпільник
- Сергій Іванов — Святослав, боєць партизанського загону
- Тетяна Зарицька — Валентина, дочка Моті, боєць партизанського загону
- Віталій Дорошенко — Леонід Цимбал, боєць партизанського загону
- Віктор Маляревич — Микита, боєць партизанського загону
- Микола Мерзлікін — Туляков, начальник штабу партизанського загону
- Олексій Чернов — катеринщик, підпільник
- Богдан Ступка — Іонел Миря, ділок-шахрай
- Борис Боровський — агент Домнуле
- Григорій Боковенко — партизан
- Борис Болдиревський — епізод
- Юрій Гаврилюк — шпигун
- З. Грищенко — епізод
- Валентин Макаров — офіцер на аеродромі
- Юрій Марущенко — епізод
- Лев Перфілов — злочинець Мочений
- Володимир Ткаченко — покупець у магазині Колесничука
- Алім Федоринський — військовик на аеродромі
- В. Шостаковський — епізод
- Олександр Довготько — епізод
- Юрій Коноплянников — епізод
- Микола Олійник — епізод
- П. Чередниченко — епізод
- Олександр Гединський — епізод
- Інга Третьякова — епізод (у титрах немає)

## Знімальна група
- Режисери-постановники: Артур Войтецький, В'ячеслав Криштофович, Олег Гойда
- Сценаристи: Артур Войтецький, Євген Онопрієнко
- Оператори-постановники: Вілен Калюта, Сергій Стасенко, Василь Трушковський
- Композитори: Володимир Дашкевич, Вадим Храпачов
- Художники-постановники: Сергій Бржестовський, Петро Слабинський, Михайло Юферов, Віктор Мигулько
- Звукооператори: Ростислав Максимцов, Тетяна Бондарчук. Ю. Горецький
- Редактор: Інеса Размашкіна
- Монтажери: Т. Бикова, Олена Лукашенко
- Художники по костюмах: Алла Шестеренко, Т. Забанова , Алла Сапанович, Сталіна Рудько
- Художники по гриму: А. Бржестовська, Василь Гарькавий, Е. Колонська
- Художник-декоратор: Олександр Шеремет
- Комбіновані зйомки: оператор — Н. Ільюшин, художник — В. Демінський
- Директори: Володимир Князєв, Л. Фрідман, Валентина Гришокіна